# Farmers Classic
Farmers Classic byl profesionální tenisový turnaj mužů založený v roce 1927. V rámci ATP World Tour patřil do kategorie ATP World Tour 250. Každoročně se hrál v červenci nebo srpnu v americkém Los Angeles. V kalendáři sezóny 2013 jej nahradil turnaj stejné kategorie Claro Open Colombia probíhající v kolumbijské metropoli Bogotě, když společnost IMLA de Colombia odkoupila práva od amerických pořadatelů.
Místem konání byl areál Los Angeles Tennis Center na Kalifornské univerzitě (UCLA), který byl vybudován jako sportoviště pro konání Letních olympijských her 1984, na nichž se tenis naposledy představil v roli ukázkového sportu. V oddílu se nacházejí otevřené dvorce s tvrdým povrchem. Jednotýdenního turnaje se účastnilo dvacet osm singlistů a šestnáct párů ve čtyřhře.
Mezi vítěze patří Roy Emerson, Arthur Ashe, Jimmy Connors, John McEnroe, Pete Sampras a Andre Agassi. Rekordních šest deblových titulů získali američtí bratři Bob a Mike Bryanovi.
Výše dotace k sezóně 2012 činila 700 000 dolarů. Událost byla součástí letní US Open Series. Centrální dvorec Straus Stadium má kapacitu 6 500 diváků a ochozy dalšího stadionu Grandstand Court pojmou 1 500 návštěvníků. Během turnaje probíhaly speciální akce – dětský a módní den, Valspar Performance Challenge a také dvouhra tenisových legend. Vítězem premiérového ročníku 1927 konaného v losangeleském tenisovém klubu se stala americká tenisová legenda Bill Tilden.

## Přehled názvů turnaje
| Sezóna    | Název                           | Sponzor                 |
| --------- | ------------------------------- | ----------------------- |
| 2010–2012 | Farmers Classic                 | Farmers Insurance Group |
| 2009      | LA Tennis Open                  | žádný                   |
| 2006–2008 | Countrywide Classic             | Countrywide Bank        |
| 1998–2005 | Mercedes-Benz Cup               | Mercedes-Benz           |
| 1995–1997 | Infiniti Open                   | Infiniti                |
|           | Los Angeles Open                | Volvo                   |
| 1927–     | Pacific Southwest Championships |                         |

## Nejvíce vyhraných titulů
| Počet   | Tenista                                                                                | Roky |
| ------- | -------------------------------------------------------------------------------------- | --- |
| Dvouhra |                                                                                        | |
| 4       | Andre Agassi Jimmy Connors Roy Emerson Frank Parker                                    | 2005, 2002, 2001, 1998 1984, 1982, 1974, 1973 1967, 1964, 1962, 1959 1945, 1944, 1942, 1941                            |
| 3       | Sam Querrey Arthur Ashe Pancho Gonzalez Vic Seixas Jack Kramer Donald Budge Fred Perry | 2012, 2010, 2009 1978, 1975, 1963 1971, 1969, 1949 1957, 1954, 1952 1947, 1946, 1943 1937, 1936, 1935 1934, 1933, 1932 |
| Čtyřhra |                                                                                        | |
| 6       | Bob Bryan Mike Bryan                                                                   | 2010, 2009, 2007, 2006, 2004, 2001 2010, 2009, 2007, 2006, 2004, 2001                                                  |

## Přehled finále

### Dvouhra
| Rok  | Vítěz                 | Finalista           | Výsledek                 |
| 2012 | Sam Querrey (3)       | Ričardas Berankis   | 6–0, 6–2                 |
| 2011 | Ernests Gulbis        | Mardy Fish          | 5-7, 6-4, 6-4            |
| 2010 | Sam Querrey           | Andy Murray         | 5-7, 7-6(2), 6-3         |
| 2009 | Sam Querrey           | Carsten Ball        | 6-4, 3-6, 6-1            |
| 2008 | Juan Martín del Potro | Andy Roddick        | 6-1, 7-6(2)              |
| 2007 | Radek Štěpánek        | James Blake         | 7-6(7), 5-7, 6-2         |
| 2006 | Tommy Haas            | Dmitrij Tursunov    | 4-6, 7-5, 6-3            |
| 2005 | Andre Agassi          | Gilles Müller       | 6-4, 7-5                 |
| 2004 | Tommy Haas            | Nicolas Kiefer      | 7-6(6), 6-4              |
| 2003 | Wayne Ferreira        | Lleyton Hewitt      | 6-3, 4-6, 7-5            |
| 2002 | Andre Agassi          | Jan-Michael Gambill | 6-2, 6-4                 |
| 2001 | Andre Agassi          | Pete Sampras        | 6-4, 6-2                 |
| 2000 | Michael Chang         | Jan-Michael Gambill | 6-7(2), 6-3, skreč       |
| 1999 | Pete Sampras          | Andre Agassi        | 7-6(3), 7-6(1)           |
| 1998 | Andre Agassi          | Tim Henman          | 6-4, 6-4                 |
| 1997 | Jim Courier           | Thomas Enqvist      | 6-4, 6-4                 |
| 1996 | Michael Chang         | Richard Krajicek    | 6-4, 6-3                 |
| 1995 | Michael Stich         | Thomas Enqvist      | 6-7(7), 7-6(4), 6-2      |
| 1994 | Boris Becker          | Mark Woodforde      | 6-2, 6-2                 |
| 1993 | Richard Krajicek      | Michael Chang       | 0-6, 7-6(3), 7-6(5)      |
| 1992 | Richard Krajicek      | Mark Woodforde      | 6-4, 2-6, 6-4            |
| 1991 | Pete Sampras          | Brad Gilbert        | 6-2, 6-7(5), 6-3         |
| 1990 | Stefan Edberg         | Michael Chang       | 7-6, 2-6, 7-6            |
| 1989 | Aaron Krickstein      | Michael Chang       | 2-6, 6-4, 6-2            |
| 1988 | Mikael Pernfors       | Andre Agassi        | 6-2, 7-5                 |
| 1987 | David Pate            | Stefan Edberg       | 6-4, 6-4                 |
| 1986 | John McEnroe          | Stefan Edberg       | 6-2, 6-3                 |
| 1985 | Paul Annacone         | Stefan Edberg       | 7-6, 6-7, 7-6            |
| 1984 | Jimmy Connors         | Eliot Teltscher     | 6-4, 4-6, 6-4            |
| 1983 | Gene Mayer            | Johan Kriek         | 7-6, 6-1                 |
| 1982 | Jimmy Connors         | Mel Purcell         | 6-2, 6-1                 |
| 1981 | John McEnroe          | Sandy Mayer         | 6-7, 6-3, 6-3            |
| 1980 | Gene Mayer            | Brian Teacher       | 6-3, 6-2                 |
| 1979 | Peter Fleming         | John McEnroe        | 6-4, 6-4                 |
| 1978 | Arthur Ashe           | Brian Gottfried     | 6-2, 6-4                 |
| 1977 | Stan Smith            | Brian Gottfried     | 7-5, 3-6 6-4             |
| 1976 | Brian Gottfried       | Arthur Ashe         | 6-2, 6-2                 |
| 1975 | Arthur Ashe           | Roscoe Tanner       | 3-6, 7-5, 6-3            |
| 1974 | Jimmy Connors         | Harold Solomon      | 6-3, 6-1                 |
| 1973 | Jimmy Connors         | Tom Okker           | 7-5, 7-6                 |
| 1972 | Stan Smith            | Roscoe Tanner       | 6-4, 6-4                 |
| 1971 | Pancho Gonzalez       | Jimmy Connors       | 3-6, 6-3, 6-3            |
| 1970 | Rod Laver             | John Newcombe       | 4-6, 6-4, 7-6            |
| 1969 | Pancho Gonzalez       | Cliff Richey        | 6-0, 7-5                 |
| 1968 | Rod Laver             | Ken Rosewall        | 4-6, 6-0, 6-0            |
| 1967 | Roy Emerson           | Marty Riessen       | 12-14, 6-3, 6-4          |
| 1966 | Allen Fox             | Roy Emerson         | 6-3, 6-3                 |
| 1965 | Dennis Ralston        | Arthur Ashe         | 6-4, 6-3                 |
| 1964 | Roy Emerson           | Dennis Ralston      | 6-3, 6-3                 |
| 1963 | Arthur Ashe           | Whitney Reed        | 2-6, 9-7, 6-2            |
| 1962 | Roy Emerson           | Rod Laver           | 16-14, 6-3               |
| 1961 | Jon Douglas           | Roy Emerson         | 6-2, 1-6, 6-4            |
| 1960 | Barry MacKay          | Earl Buchholz       | 5-7, 6-4, 6-4, 3-6, 6-3  |
| 1959 | Roy Emerson           | Ramanathan Krishnan | 6-3, 4-6, 6-0, 6-4       |
| 1958 | Ham Richardson        | Alex Olmedo         | 7-5, 6-2, 4-6, 9-7       |
| 1957 | Vic Seixas            | Gilbert Shea        | 9-7, 6-3, 6-4            |
| 1956 | Herbert Flam          | Ken Rosewall        | 4-6, 6-1, 5-7, 6-3, 7-5  |
| 1955 | Tony Trabert          | Herbert Flam        |                          |
| 1954 | Vic Seixas            |                     |                          |
| 1953 | Ken Rosewall          | Vic Seixas          | 6-3, 1-6, 6-3, 1-6, 6-4  |
| 1952 | Vic Seixas            | Frank Sedgman       | 6-4, 6-4, 6-4            |
| 1951 | Frank Sedgman         | Tony Trabert        | 6-3, 6-3, 2-6, 6-4       |
| 1950 | Frank Sedgman         | Ted Schroeder       | 9-7, 6-3, 6-2            |
| 1949 | Pancho Gonzalez       | Ted Schroeder       | 6-3, 9-11, 8-6, 6-4      |
| 1948 | Ted Schroeder         |                     |                          |
| 1947 | Jack Kramer           |                     |                          |
| 1946 | Jack Kramer           | Ted Schroeder       | 6-2, 6-8, 6-2, 8-6       |
| 1945 | Frank Parker          | Herbert Flam        | 6-2, 6-4                 |
| 1944 | Frank Parker          |                     |                          |
| 1943 | Jack Kramer           | Pancho Segura       | 0-6, 6-1, 6-2            |
| 1942 | Frank Parker          | Pancho Segura       | 6-4, 6-1, 6-3            |
| 1941 | Frank Parker          | Frank Kovacs        |                          |
| 1940 | Robert Riggs          |                     |                          |
| 1939 | John Bromwich         | Ferenc Puncec       |                          |
| 1938 | Adrian Quist          | Harry Hopman        | 6-3, 0-6, 6-4, 6-4       |
| 1937 | Don Budge             |                     |                          |
| 1936 | Don Budge             | Fred Perry          | 6-2, 4-6, 6-2, 6-3       |
| 1935 | Don Budge             | Roderich Menzel     | 1-6, 11-9, 6-3, skreč    |
| 1934 | Fred Perry            | Lester Stoefen      | 10-8, 6-4, 6-3           |
| 1933 | Fred Perry            | Jiro Satoh          | 6-4, 1-6, 6-0, 7-5       |
| 1932 | Fred Perry            | Jiro Satoh          | 6-2, 6-4, 7-5            |
| 1931 | Ellsworth Vines       | Fred Perry          | 8-10, 6-3, 4-6, 7-5, 6-2 |
| 1930 | Ellsworth Vines       |                     |                          |
| 1929 | John Doeg             | John Van Ryn        | 8-10, 7-5, 9-7, 8-6      |
| 1928 | Henri Cochet          | Christian Boussus   | 2-6, 6-4, 6-3, 6-3       |
| 1927 | Bill Tilden           | Francis Hunter      | 6–2, 6–4, 6–2            |

### Čtyřhra
| Rok  | Vítěz                              | Finalista                           | Výsledek              |
| 2012 | Ruben Bemelmans Xavier Malisse (2) | Jamie Delgado Ken Skupski           | 7–6(7–5), 4–6, [10–7] |
| 2011 | Mark Knowles Xavier Malisse        | Somdev Devvarman Treat Conrad Huey  | 7-6(3), 7-6(10)       |
| 2010 | Mike Bryan Bob Bryan               | Eric Butorac Jean-Julien Rojer      | 6-7(6), 6-2, 10-7     |
| 2009 | Mike Bryan Bob Bryan               | Benjamin Becker Frank Moser         | 6-4, 7-6(2)           |
| 2008 | Rohan Bopanna Eric Butorac         | Travis Parrott Dušan Vemić          | 7-6(5), 7-6(5)        |
| 2007 | Mike Bryan Bob Bryan               | Scott Lipsky David Martin           | 7-6(5), 6-2           |
| 2006 | Mike Bryan Bob Bryan               | Eric Butorac Jamie Murray           | 6-2, 6-4              |
| 2005 | Rick Leach Brian MacPhie           | Jonatan Erlich Andy Ram             | 6-3, 6-4              |
| 2004 | Mike Bryan Bob Bryan               | Wayne Arthurs Paul Hanley           | 6-3, 7-6(6)           |
| 2003 | Jan-Michael Gambill Travis Parrott | Joshua Eagle Sjeng Schalken         | 6-4, 3-6, 7-5         |
| 2002 | Sébastien Grosjean Nicolas Kiefer  | Justin Gimelstob Michaël Llodra     | 6-4, 6-4              |
| 2001 | Mike Bryan Bob Bryan               | Jan-Michael Gambill Andy Roddick    | 7-5, 7-6(6)           |
| 2000 | Paul Kilderry Sandon Stolle        | Jan-Michael Gambill Scott Humphries | bez boje              |
| 1999 | Byron Black Wayne Ferreira         | Goran Ivanišević Brian MacPhie      | 6-2, 7-6(4)           |
| 1998 | Patrick Rafter Sandon Stolle       | Jeff Tarango Daniel Vacek           | 6-4, 6-4              |
| 1997 | Sébastien Lareau Alex O'Brien      | Mahesh Bhupathi Rick Leach          | 7-6, 6-4              |
| 1996 | Marius Barnard Piet Norval         | Jonas Björkman Nicklas Kulti        | 7-5, 6-2              |
| 1995 | Brent Haygarth Kent Kinnear        | Scott Davis Goran Ivanišević        | 6-4, 7-6              |
| 1994 | John Fitzgerald Mark Woodforde     | Scott Davis Brian MacPhie           | 4-6, 6-2, 6-0         |
| 1993 | Wayne Ferreira Michael Stich       | Grant Connell Scott Davis           | 7-6, 7-6              |
| 1992 | Patrick Galbraith Jim Pugh         | Francisco Montana David Wheaton     | 7-6, 7-6              |
| 1991 | Javier Frana Jim Pugh              | Glenn Michibata Brad Pearce         | 7-5, 2-6, 6-4         |
| 1990 | Scott Davis David Pate             | Peter Lundgren Paul Wekesa          | 3-6, 6-1, 6-3         |
| 1989 | Martin Davis Tim Pawsat            | John Fitzgerald Anders Järryd       | 7-5, 7-6              |
| 1988 | John McEnroe Mark Woodforde        | Peter Doohan Jim Grabb              | 6-4, 6-4              |
| 1987 | Kevin Curren David Pate            | Brad Gilbert Tim Wilkison           | 6-3, 6-4              |
| 1986 | Stefan Edberg Anders Järryd        | Peter Fleming John McEnroe          | 3-6, 7-5, 7-6         |